# 小行星9338
小行星9338是一颗围绕太阳公转的小行星。1991年3月25日，亨利·德波鸿诺在拉西拉天文台发现了此天体。
这颗小行星的绝对星等为104.914102957822等。